# Sestrica Srednja (Rivanj)
Srednja Sestrica je nenaseljeni otočić u hrvatskom dijelu Jadranskog mora.
Njegova površina iznosi 0,105 km². Dužina obalne crte iznosi 1,63 km.